# Bolaños (Jalisco)
Bolaños ist eine Kleinstadt (Municipio) in der nördlichen Region des mexikanischen Bundesstaates Jalisco.
Der offizielle Name der Gemeinde Bolaños hat seinen Ursprung in der Kolonialzeit. Der Ort ist nach dem spanischen Unternehmer Toribio de Bolaños benannt, der die dort 1548 entdeckten Blei- und Silberminen  ausbeutete.
Die ersten Siedler dieser Region kamen aus Etzatlán, es waren sehr kriegerische Nomadenstämme, die Nahuatl sprachen, vermutlich waren es Nachkommen von Tolteken oder Azteken. Im Jahr 1530 erreichte Pedro Almíndez Chirinos diesen Ort und eroberte ihn.
2010 hatte die Stadt 6820 Einwohner.

## Lage
Die Gemeinde liegt in der nördlichen Region des Bundesstaates zwischen den Koordinaten 21º36'30  bis 21º57'38  nördlicher Breite und 103º38'15  bis 104º12'00  westlicher Länge auf einer Höhe von 880 Metern über dem Meeresspiegel.
Bolaños grenzt im Norden an die Gemeinden Mezquitic und Villa Guerrero; im Süden mit San Martín de Bolaños und Chimaltitán, im Osten und im Westen wird das Gemeindegebiet durch den Bundesstaat Nayarit begrenzt.

## Flora und Fauna
Die Flora in der Gemeinde besteht aus Kiefern auf den höchsten Gipfeln; Eichen an den Hängen und dorniges Gestrüpp wie Mesquite, Guamúchil, Palo Dulce, Huizache, Nopal, Pitayo usw.
Die Fauna umfasst Arten wie Weißwedelhirsche, Wildschweine, Rotluchse, wilde Truthähne, Klapperschlangen und Korallenriffe, Skorpione, Stinktiere, Eulen, Kaninchen und Eichhörnchen.

## Klima
Das Klima in Bolaños und der Umgebung ist halb trocken-warm und in den Hochebenen der Sierra halb warm-subhumid und gemäßigt. Die Temperatur liegt im Durchschnitt bei 24 °Celsius; im Jahresschnitt mit Mindesttemperaturen von 13,5 °C und Höchsttemperaturen von 45 °C. Der durchschnittliche Jahresniederschlag beträgt 693,4 Millimetern, mit einer Hauptregenzeit im Juni, Juli und August.